# Селенистая кислота
Селе́нистая кислота́ — неорганическое химическое соединение селена, кислота. Химическая формула H2SeO3.
Является аналогом сернистой и теллуристой кислот.
Селенистая кислота — одна из двух основных оксикислот селена (вторая из них — селеновая кислота H2SeO4). Как и многие другие растворимые соединения селена, она очень сильно ядовита.

## Физические свойства
Большие призматические кристаллы. Гигроскопична, расплывается во влажном воздухе. Хорошо растворима в воде и этаноле. Неустойчивая кислота, при нагревании выше 70 °C плавится с разложением на воду и диоксид селена SeO2.

## Химические свойства
Весьма слабая кислота. В водных растворах диссоциирует:
{\displaystyle {\ce {H2SeO3 <=> H^+ + HSeO3^-}}}, K1 = 2,4•10-3
{\displaystyle {\ce {HSeO3^- <=> H^+ + SeO3^2-}}}, K2 = 4,8•10-9
Проявляет окислительно-восстановительную двойственность. Обыкновенно восстанавливается до красного селена, окисляется до селеновой кислоты. Например, реагирует с концентрированными растворами галогеноводородных кислот (кроме фтороводородной), окисляя их до галогенов:
{\displaystyle {\ce {H2SeO3 + 4HI -> 2I2 + Se + 3H2O}}}
В результате этой реакции элементарный селен выпадает в осадок. 
Ввиду своей относительно сильной окислительной активности, может иметь розоватый цвет ввиду окисления частиц пыли и восстановления дкрасного селена.
При реакциях с металлами (например, магнием) даже в разбавленном растворе выделяет и водород, и восстанавливается:
{\displaystyle {\ce {Mg + H2SeO3 -> MgSeO3 + H2 ^}}}
{\displaystyle {\ce {2Mg + 3H2SeO3 -> 2MgSeO3 + Se + 3H2O}}}
Сама селенистая кислота может быть окислена сильными окислителями (хлор и бром в щелочной среде, озон в сильнокислой среде, пероксид водорода) до селеновой кислоты:
{\displaystyle {\ce {H2SeO3 + H2O2 ->[t] H2SeO4 + H2O}}}
В результате электролиза водного раствора на катоде выделяется водород, а на аноде — селеновая кислота:
{\displaystyle {\ce {H2SeO3 + H2O ->[e^-] H2SeO4 + H2 ^}}}

## Получение
Селенистая кислота может быть получена растворением оксида селена(IV) SeO2 в воде:
{\displaystyle {\ce {SeO2 + H2O -> H2SeO3}}}
Также может быть получена растворением селена в азотной кислоте, где диоксид селена сразу прореагирует с водой:
{\displaystyle {\ce {3Se + 4HNO3 + H2O -> 3H2SeO3 + 4NO ^}}}

## Применение
Селенистую кислоту обычно применяют для травления металлов, например меди или магния, для оксидирования стали в процессе холодного воронения стали, в основном деталей огнестрельного оружия.
Применяется для получения глиоксаля окислением ацетальдегида.
Основной компонент в реактиве на некоторые наркотические вещества.
Используется как источник селена при его дефиците.
Также из селенистой кислоты окислением либо электролизом получают селеновую кислоту H2SeO4.

## Токсичность
Селенистая кислота очень сильно ядовита. При попадании на кожу вызывает раздражение и химические ожоги. По данным единичных отчётов об отравлениях, смертельная доза составляет от 10 до 20 мг/кг массы тела.